# Parallelia ankalirano
Parallelia ankalirano là một loài bướm đêm trong họ Erebidae.